# 중수소
중수소(重水素)는 수소의 동위 원소 중 하나로 2H 또는 D(Deuterium)로 표기한다. 삼중수소와 구별하기 위해 이중수소(二重水素)라고 부르기도 한다.

## 개요
중수소는 1931년에 미국의 화학자 해럴드 유리가 발견했으며, 양성자 한 개와 중성자 한 개로 구성되어 있는 원자핵을 가지고 있는 원자이다.
일반적인 경우, 지구상의 수소 원자와 중수소 원자의 존재비율을 보면, 수소가 99.985%, 중수소가 0.015% 존재한다. 넓은 의미에서는 2H와 3H를 중수소라 정의하고 있지만, 존재비가 극히 소량인 방사성 동위 원소인 삼중수소를 뺀 이중수소만 중수소라고 부르는 경우가 대부분이다.

## 성질과 제법
중수소 원자 2개가 결합한 분자도 중수소라고 부른다. 상온, 상압에서 무색, 무취의 기체이며, 녹는점은 -254.5 °C이고 끓는점은 -249.4 °C이다. 이는 수소 분자(H2)의 성질(녹는점이 -259.2 °C, 끓는점이 -259.6 °C)과 비교했을 때 높은 수치이다. 이것은 중수소 원자가 수소 원자의 질량에 약 2배이기 때문에, 다른 물리적 성질도 일반적인 수소와 달리, 화학반응에서도 다른 점이 있다. 예를 들면 물을 전기분해하면 1H2가 생성되기 쉽기 때문에 중수가 농축된다. 이 방법으로 중수를 100% 만들 수 있다. 또한 일반적으로 식물은 경수를 흡수하기 쉬운 성질이 있어서, 종류에 따라서는 대략 70%까지 중수를 농축할 수 있다.

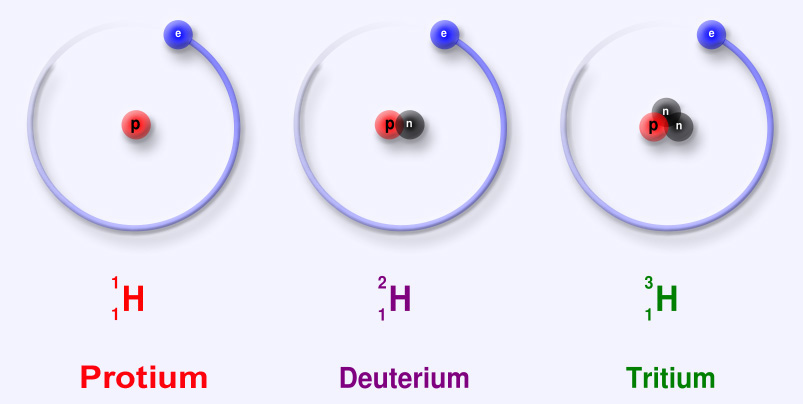
경수소, 중수소, 삼중수소를 나타낸 그림

중수소 원자 2개가 원자핵 결합반응을 일으켜 삼중수소 혹은 헬륨-3이 생성되면 막대한 에너지가 방출되는데, 항성 초기의 핵융합반응이 이 과정에 해당된다. 핵융합 발전이나 수소폭탄의 관점에서 볼 때는 주로 반응 온도 조건이 낮은 중수소와 삼중수소의 핵융합반응이 이용된다. 중수소는 해수에 대량 존재하기 때문에 핵융합 연료로서 유망한 에너지원으로 평가된다.

## 용도

### 원자로
중수소는 중수를 사용하는 원자로에서 이용된다. 중수를 이용하면 일반적인 수소에서 일어나는 높은 확률의 중성자 흡수없이 중성자의 속도를 줄일 수 있다. 연구용 원자로에서 액체상태의 D2는 중성자를 매우 낮은 에너지와 파장의 상태로 만들어 산란 실험에 적절한 상태로 만들어준다.

### NMR 분광기
중수소는 수소핵자기공명 분광기(NMR)에서 흔히 이용된다. 그 방법은 다음과 같다. NMR은 일반적으로 용액에 용해되는 성질의 화합물을 필요로한다. 중수소의 스핀 특성은 생물체의 분자에 존재하고 있는 가벼운 수소와는 다르기 때문에 NMR에서 일반적인 수소의 스펙트럼들은 중수소의 스펙트럼들과 크게 차이가 있다. 그리고 실제로 중수소는 일반적인 수소에 맞춰진 NMR 장치로는 관측되지 않는다. 중수소 용해물( 중수 혹은 CDCl3와 같은 중수소를 포함한 클로로폼)은 따라서 근본적으로 NMR 분광기에서 경수소 화합물들의 스펙트럼들만을 측정하기 위해 사용된다.

### 약
약에서도 사용되는데 반응성이 낮아져서 물질대사가 이루어지는 시간이 길어지면, 약효가 높아진다는 사실이 확인됐다.

## 같이 보기
- 경수소
- 삼중수소
- 중수